# Morehouse Parish
Morehouse Parish is een parish in de Amerikaanse staat Louisiana.
De parish heeft een landoppervlakte van 2.057 km² en telt 31.021 inwoners (volkstelling 2000). De hoofdplaats is Bastrop.

## Bevolkingsontwikkeling

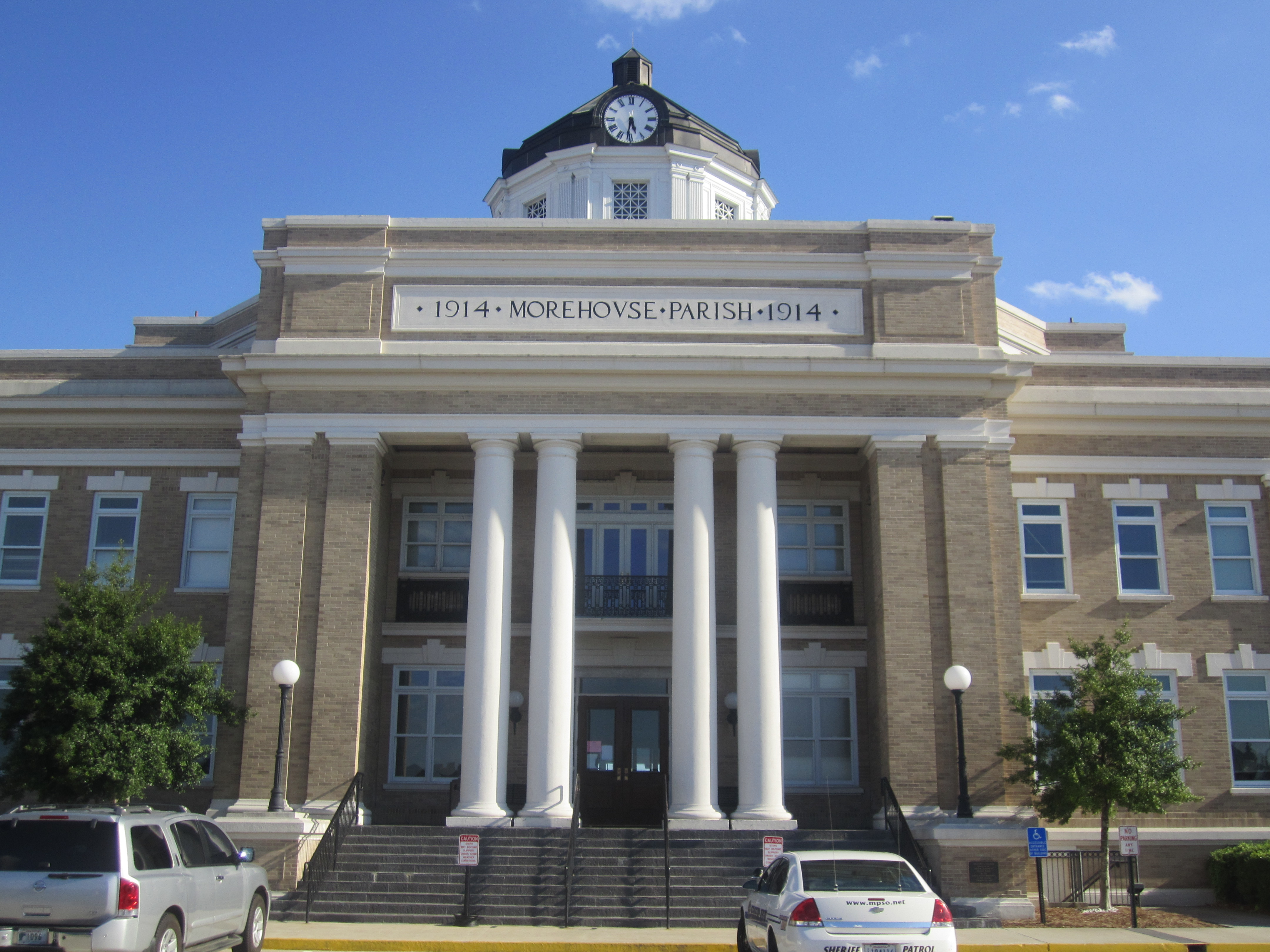
Morehouse Parish Courthouse